# Rudolf Cortés - Gold
Rudolf Cortés - Gold je výběrové album studiových nahrávek Rudolfa Cortése, které vyšlo ve vydavatelství Popron Music v edici Gold v roce 2004 jako CD. Pozn. na albu je nesprávně napsáno - Cortéz - (Rudolf Cortéz - Gold).

## Seznam skladeb
1. "Nejmíň stárne klaun" (h: Karel Svoboda / t: Zdeněk Borovec) -
2. "Duben, první duben (Cheek To Cheek)" (h: Irving Berlin / t: Josef Keinar) -
3. "Kdybych já uměl psát básně" (h: Václav Trojan / t: Jan Werich) --
4. "Kalná řeka (Ol' Man River)" (h: Jerome Kern / Hammerstein Oscar II, č.t. Jan Werich a Pavel Kopta) -
5. "Divotvorný hrnec - směs" (h: Burt Lane / t: Jiří Voskovec a Jan Werich) -
6. "Pohádka o lásce" (h: Evžen Klen / t: Miroslav Zikán) -
7. "Prodám srdce" (h: Jaroslav Ježek / t: Jiří Voskovec a Jan Werich) -
8. "Ezop a brabenec" (h: Jaroslav Ježek / t: Jiří Voskovec a Jan Werich) -
9. "O Španělsku si zpívám" (h: Jaroslav Ježek / t: Jiří Voskovec a Jan Werich) -
10. "Jdou stáda jdou" (h: Ladislav Pikart / t: Jiří Aplt) -
11. "Takový sníh už nepadá" (h: Alois Palouček / t: Bedřich Bobek) -
12. "Praho, já tě mám rád" (h: R. A. Dvorský / t: Jiřina Fikejzová) -
13. "Tak nevím" (h: Miloslav Ducháč / t: Vladimír Dvořák) -
14. "Mám ji rád (Friendly Persuasion)" (Dimitri Tiomkin / Paul Francis Webster, č.t. Zdeněk Borovec) -
15. "Do starých známých míst" (h: Vlastimil Hála / t: Zdeněk Borovec) -
16. "Velký a malá" (h: Václav Pokorný / t: Jaromír Hořec) -
17. "Co má být (Whatever Will Be Will Be-Que sera, sera)" (Jay Livingston / Ray Evans, č.t. Zdeněk Borovec) -
18. "Láska bez hádky" (h: Miloslav Ducháč / t: Vladimír Dvořák) -
19. "Už bude šest" (h: Miloslav Ducháč / t: Vladimír Dvořák) -
20. "Ďáblovo stádo (Rider In The Sky)" (h: Stan Jones / t: Jiří Brdečka) -
21. "Nelly Gray (Darling Nelly Gray)" (h: Benjamin Russel Hanby / t: Vladimír Dvořák) -
22. "Váš dům šel spát" (h: Alfons Jindra / t: Vladimír Dvořák) -
23. "Čím víc tě mám rád (The Song From Moulin Rouge)" (Georges Auric / Wiliam Engvick, č.t. Vladimír Dvořák) -